# Porrhomma corsicum
Porrhomma corsicum là một loài nhện trong họ Linyphiidae.
Loài này thuộc chi Porrhomma. Porrhomma corsicum được Eugène Simon miêu tả năm 1910.